# Тафт, Роберт Фрэнсис
Ро́берт Фрэ́нсис Тафт (англ. Robert Francis Taft, 9 января 1932, Провиденс, Род-Айленд, США — 2 ноября 2018) — американский литургист и богослов, исследователь восточных христианских обрядов и традиций, один из крупнейших современных специалистов в этой области, принадлежал к Русскому апостолату. Член ордена иезуитов. В 1970—2002 годах — профессор Папского восточного института.

## Биография
Родился в богатой американской семье, многие члены которой были видными политиками и к которой принадлежал президент США Уильям Говард Тафт.
14 августа 1949 года, в 17-летнем возрасте вступил в новициат Общества Иисуса (иезуитов), позднее принёс обеты в ордене. Образование получил в Бостонском колледже и Фордамском университете Нью-Йорка, где при Русском центре им. В. Соловьева изучал русский язык, культуру и религию под руководством Елены Извольской, Николая фон Бок и Феодора Вилькока. Первой его специальностью был русский язык и славянский богослужебный обряд, затем он расширил поле своей научной деятельности на литургику всех восточных обрядов.
7 июня 1963 года был рукоположен в священники византийского обряда. В 1970 году защитил докторскую диссертацию в Папском восточном институте, в период 1970—2002 годов преподавал литургику в данном учебном заведении. В 1998 году удостоен сана архимандрита.
В 2002 году подал в отставку с поста профессора, в 2011 году отбыл на покой в иезуитский пансион в США, однако продолжал работать над новыми книгами.
Автор более 800 научных работ в области восточной литургики, в том числе многотомного исследования «История литургии св. Иоанна Златоуста».
Роберт Тафт многократно посещал Россию, в том числе и по приглашению Русской православной церкви, где выступал с лекциями, чему способствовало его свободное владение русским языком.
Скончался 2 ноября 2018 года у себя дома в Уэстоне, штат Массачусетс.

## Труды
- Тафт Р. Ф. Византийский церковный обряд. Краткий очерк. — СПб.: Алетейя, 2000. — 160 с. — ISBN 5-89329-233-2.
- Хуан Матеос; Роберт Тафт. Развитие византийской литургии. — Киев: QUO VADIS, 2009. — 128 с. — ISBN 978-966-1517-38-6
- Тафт Р. Ф. Статьи. Т. I: Литургика. — Омск : Голованов, 2010. — 480 c. — ISBN 978-5-9902610-2-0
- Тафт Р. Ф. Статьи. Т. II: Литургика. — Омск : Голованов, 2011. — 416 c. — ISBN 978-5-9902610-4-4
- Тафт Р. Ф. Великий вход: история перенесения даров и других преданафоральных чинов. — 2-е издание. — Омск: Голованов, 2011. — 544 с. — ISBN 978-5-9902610-3-7
- Тафт Р. Ф. Диптихи — Омск: Голованов, 2012. — 384 с. — ISBN 978-5-9902610-6-8
- Тафт Р. Ф. 21 ответ на вопросы о литургике и не только. — Омск: Амфора, 2013. — 128 с. — ISBN 978-5-904947-90-3
- Тафт Р. Ф. Литургия, описанная в «Мистагогии» Максима Исповедника: византийская, палестинская — или иная? // Альманах Свято-Филаретовского института / Пер. с англ. З. М. Дашевской, О. С. Хегай. — 2013. — Вып. 8. — С. 9-62.
- Тафт Р. Ф. Какова роль мирян в Церкви? Миряне и есть Церковь! // Вестник СФИ / Пер. с англ. З. М. Дашевской. — 2021. — Вып. 37. — С. 43-73.